# Stafan Jerzykowski
Stefan Jerzykowski herbu Ostoja (zm. przed 1702 r.) – dziedzic Oborzysk, burgrabia grodzki poznański.

## Życiorys
Stefan Jerzykowski należał rodziny wywodzącej się z wsi Jurzykowo (obecnie Jerzykowo koło Pobiedzisk), położonej w dawnym pow. gnieźnieńskim województwa poznańskiego. Jego rodzina należała do rodu heraldycznego Ostojów. Był synem Jana Franciszka Jerzykowskiego, pisarza grodzkiego kościańskiego i Heleny z Wilkowskich. Miał liczne rodzeństwo: Barbarę Katarzynę, Jana, Mariannę Agnieszkę, Joannę Zofię, Katarzynę, Józefa Wojciecha, Ludwikę Helenę, Wiktorię Agnieszkę.
Stefan Jerzykowski sprawował urząd burgrabiego grodzkiego poznańskiego co najmniej od 1731 roku. Po śmierci ojca, która nastąpiła około 1702 roku, odziedziczył wraz z bratem Józefem Oborzyska. W roku 1719 wykupił część braterską za 41 400 złp.. Wstąpił w związek małżeński z Anną Kaliszkowską, córką Samuela i Katarzyny Łochockiej, z którą miał córkę Antoninę i synów: Karola i Jana Michała. W roku 1761 jego synowie dokonali podziału Oborzysk między siebie.